# Cymbalaria muralis subsp. muralis
Cymbalaria muralis subsp. muralis é uma subespécie de planta com flor pertencente à família Scrophulariaceae. 
A autoridade científica da subespécie é G. Gaertn., B. Mey. & Scherb., tendo sido publicada em Oekon. Fl. Wetterau 2: 397 (1800).

## Portugal
Trata-se de uma subespécie presente no território português, nomeadamente em Portugal Continental, no Arquipélago dos Açores e no Arquipélago da Madeira.
Em termos de naturalidade é introduzida nas três regiões atrás indicadas.

## Protecção
Não se encontra protegida por legislação portuguesa ou da Comunidade Europeia.